# Benjamin Weß
Timo Weß (Moers, 28 juli 1985) is een voormalig Duits hockeyer. 
Weß werd in zijn carrière tweemaal olympisch kampioen en in 2011 wereldkampioen indoor. Weß speelde jarenlang in het Duitse elftal samen met zijn broer Timo

## Erelijst
- 2007 – 4e Europees kampioenschap in Manchester
- 2007 –  Champions Trophy in Kuala Lumpur
- 2008 – 5e Champions Trophy in Rotterdam
- 2008 –  Olympische Spelen in Peking
- 2009 –  Europees kampioenschap in Amstelveen
- 2009 –  Champions Trophy in Melbourne
- 2010 –  Wereldkampioenschap in New Delhi
- 2010 – 4e Champions Trophy in Mönchengladbach
- 2011 -  Wereldkampioenschap indoor in Poznań
- 2011 – 5e Champions Trophy in Auckland
- 2012 –  Olympische Spelen in Londen
- 2013 –  Europees kampioenschap in Boom
- 2014 – 6e Wereldkampioenschap in Den Haag

Sebastian Biederlack · 
Moritz Fürste · 
Tobias Hauke · 
Florian Keller · 
Oliver Korn · 
Niklas Meinert · 
Jan-Marco Montag · 
Maximilian Müller · 
Carlos Nevado · 
Max Weinhold · 
Tibor Weißenborn · 
Benjamin Weß · 
Timo Weß  · 
Philip Witte · 
Matthias Witthaus · 
Christopher Zeller · 
Philipp Zeller · 
Coach: Markus Weise
Oskar Deecke · 
Florian Fuchs · 
Moritz Fürste · 
Martin Häner · 
Tobias Hauke · 
Oliver Korn · 
Maximilian Müller  · 
Jan-Philipp Rabente · 
Thilo Stralkowski · 
Max Weinhold · 
Christopher Wesley · 
Benjamin Weß · 
Timo Weß · 
Matthias Witthaus · 
Christopher Zeller · 
Philipp Zeller · 
Coach: Markus Weise